# Werner von Moltke
Werner von Moltke (Mühlhausen, Turingia, 24 de mayo de 1936-Nieder-Olm, Renania-Palatinado, 29 de julio o 30 de julio de 2019) fue un atleta alemán especializado en la prueba de decatlón, en la que consiguió ser campeón europeo en 1966.

## Carrera deportiva
En el Campeonato Europeo de Atletismo de 1966 ganó la medalla de oro en la competición de decatlón, con una puntuación de 7740 puntos, superando a los también alemanes Jörg Mattheis y Horst Beyer (bronce con 7562 puntos).